# Diaea
Diaea — рід павуків родини Павуки-краби (Thomisidae).

## Поширення
Переважна більшість видів зустрічаються в Африці, Азії і Австралійській області. Тільки два види зустрічаються в Америці та два види відомі в Європі.

## Види
Рід містить 78 видів:
| - D. adusta (L. Koch, 1867) — Квінсленд - D. albicincta Pavesi, 1883 — Конго, Ефіопія, Східна Африка - D. albolimbata L. Koch, 1875 — Нова Зеландія - D. ambara (Urquhart, 1885) — Нова Зеландія - D. bengalensis Biswas & Mazumder, 1981 — Індія - D. bipunctata Rainbow, 1902 — Вануату - D. blanda L. Koch, 1875 — Австралія - D. caecutiens L. Koch, 1876 — Квінсленд - D. carangali Barrion & Litsinger, 1995 — Філіппіни - D. circumlita L. Koch, 1876 — Квінсленд, Новий Південний Уельс - D. cruentata (L. Koch, 1874) — Новий Південний Уельс, Вікторія - D. decempunctata Kulczynski, 1911 — Нова Гвінея - D. delata Karsch, 1880 — Західна Африка, Ангола - D. dimidiata (L. Koch, 1867) — Квінсленд - D. doleschalli Hogg, 1915 — Нова Гвінея - D. dorsata (Fabricius, 1777) — Палеарктика - D. ergandros Evans, 1995 — Австралія - D. evanida (L. Koch, 1867) — Квінсленд - D. giltayi Roewer, 1938 — Нова Гвінея - D. graphica Simon, 1882 — Ємен - D. gyoja Ono, 1985 — Японія - D. haematodactyla L. Koch, 1875 — Квінсленд - D. implicata Jézéquel, 1966 — Кот-д'Івуар - D. inornata (L. Koch, 1876) — Новий Південний Уельс - D. insecta L. Koch, 1875 — Австралія - D. insignis Thorell, 1877 — Сулавесі - D. jucunda Thorell, 1881 — Квінсленд - D. limbata Kulczynski, 1911 — Нова Гвінея - D. livens Simon, 1876 — США, Центральна Європа, Азербайджан - D. longisetosa Roewer, 1961 — Сенегал - D. megagyna Evans, 1995 — Східна Австралія - D. mikhailovi Zhang, Song & Zhu, 2004 — Китай - D. mollis L. Koch, 1875 — Квінсленд - D. multimaculata Rainbow, 1904 — Західна Австралія - D. multopunctata L. Koch, 1874 — Східна Австралія - D. mutabilis Kulczynski, 1901 — Ефіопія - D. nakajimai Ono, 1993 — Мадагаскар - D. ocellata Rainbow, 1898 — Нова Гвінея - D. olivacea L. Koch, 1875 — Західна Австралія | - D. papuana Kulczynski, 1911 — Нова Гвінея - D. pilula (L. Koch, 1867) — Східна Австралія - D. placata O. P.-Cambridge, 1899 — Шрі-Ланка - D. plumbea L. Koch, 1875 — Новий Південний Уельс - D. pougneti Simon, 1885 — Індія - D. praetexta (L. Koch, 1865) — Самоа - D. prasina L. Koch, 1876 — Східна Австралія - D. proclivis Simon, 1903 — Екваторіальна Гвінея - D. pulleinei Rainbow, 1915 — Південна Австралія - D. puncta Karsch, 1884 — Африка - D. punctata L. Koch, 1875 — Східна Австралія - D. punctipes L. Koch, 1875 — Квінсленд - D. rohani Fage, 1923 — Ангола - D. rosea L. Koch, 1875 — Новий Південний Уельс - D. rubropunctata Rainbow, 1920 — острів Лорд-Хоу - D. rufoannulata Simon, 1880 — Нова Каледонія - D. semilutea Simon, 1903 — Екваторіальна Гвінея - D. seminola Gertsch, 1939 — США - D. septempunctata L. Koch, 1874 — Нова Гвінея, Тонга - D. shirleyi Hogg, 1922 — В'єтнам - D. socialis Main, 1988 — Західна Австралія - D. sphaeroides (Urquhart, 1885) — Нова Зеландія - D. spinosa Keyserling, 1880 — Колумбія - D. sticta Kulczynski, 1911 — Нова Гвінея - D. subdola O. P.-Cambridge, 1885 — Росія, Індія, Пакистан, Японія - D. suspiciosa O. P.-Cambridge, 1885 — Центральна Азія, Монголія, Китай - D. tadtadtinika Barrion & Litsinger, 1995 — Філіппіни - D. taibeli Caporiacco, 1949 — Кенія - D. tenuis L. Koch, 1875 — Східна Австралія - D. terrena Dyal, 1935 — Пакистан - D. tongatabuensis Strand, 1913 — Полінезія - D. tristania (Rainbow, 1900) — Новий Південний Уельс - D. tumefacta L. Koch, 1874 — Новий Південний Уельс - D. variabilis L. Koch, 1875 — Новий Південний Уельс - D. varians Kulczynski, 1911 — Нова Гвінея - D. velata L. Koch, 1876 — Квінсленд - D. viridipes Strand, 1909 — Південна Африка - D. xanthogaster (L. Koch, 1875) — Новий Південний Уельс - D. zonura Thorell, 1892 — Ява, Суматра |